# Pseudoparanaspia laticornis
Pseudoparanaspia laticornis là một loài bọ cánh cứng trong họ Cerambycidae.